# Buchanania cochinchinensis
Buchanania cochinchinensis är en sumakväxtart som först beskrevs av João de Loureiro, och fick sitt nu gällande namn av Joaquim de Almeida. Buchanania cochinchinensis ingår i släktet Buchanania och familjen sumakväxter. Inga underarter finns listade i Catalogue of Life.